# Eugeen Vansteenkiste
Eugeen Vansteenkiste (Wevelgem, 31 januari 1896 - Ieper, 13 maart 1963) was een Vlaams-Belgische kunstschilder.

## Levensloop
Hij was een zoon van de uitvinder in de vlassector, Constant Vansteenkiste. Tijdens zijn jeugd verhuisde hij veel met zijn ouders. Hij kreeg zijn artistieke opleiding in de kunstacademies van Kortrijk, Antwerpen, Mechelen en Gent.
Na twee jaar in Nederland te hebben gewoond, woonde hij zes jaar in het Duitse Freiberg (Saksen). In deze periode ontstond zijn bewondering voor Duitse romantische schilders en zijn fascinatie voor Duitse mythologie dat in vele van z'n werken centraal staat. Erg belangrijk waren de geschriften van Novalis meer bepaald het thema "de blauwe bloem".
Vanaf 1928 vestigde Vansteenkiste zich in Ieper.
Kenmerkend voor zijn stijl was de invloed van de romantiek, in een tijd die nogal anti-romantisch was. De meeste van zijn werken zijn te bezichtigen in het Stedelijk Museum van Ieper en in Ieper en omgeving.
In de bibliotheek van Wevelgem was er van 3 tot 18 november 2023 een retrospectieve tentoonstelling met 15 originele en niet-eerder tentoongestelde werken uit privécollecties.

## Publicatie
- Mijn levensloop, 1963 (postuum), & 1976.